# Aurora Martín Ortega
Aurora Martín i Ortega (Barcelona, 1947) és una historiadora especialitzada en prehistòria, història antiga i arqueologia que ha dedicat més de quaranta anys a la recerca i gestió de jaciments arqueològics gironins, amb el poblat ibèric d'Ullastret com a centre destacat de la seva carrera. Va ser directora del Museu d'Arqueologia de Catalunya a Ullastret.

## Biografia
Nasqué a Barcelona però als 3 anys la seva família es traslladà a Figueres on s'educà. Va cursar la carrera d'història a la Universitat de Barcelona. Allà, Joan Maluquer de Motes, cap del Departament d'Història Antiga, la va posar en contacte amb l'arqueòleg Miquel Oliva, que hi feia classes de metodologia i tècniques d'excavació, i que des de 1947, portava a terme excavacions en el jaciment ibèric d'Ullastret. L'any 1974 va signar el seu primer contracte com a arqueòloga amb la Diputació́ de Girona, que acabava de crear el Servei d'Investigacions Arqueològiques i el 1977 va aprovar les oposicions a aquesta plaça. El 1975 començà a dirigir excavacions a la ciutadella d'Ullastret. Durant tota la seva etapa com a arqueòloga combina aquesta tasca amb la de la gestió́ dels Museu d'Arqueologia de Girona i d'Ullastret. El 1994 va deixar d'exercir com a arqueòloga territorial, però̀ va continuar la direcció museística. Entre els llibres publicats per Martín es pot esmentar “ULLASTRET. Guia de les excavacions del seu museu” (1980) o “Els ibers indigets” (2019).